# Aroldo Spadoni
Aroldo Spadoni (Corinaldo, província d'Ancona, 3 de febrer de 1945 - Suzzara) va ser un ciclista italià que fou professional entre 1969 i 1971.

## Palmarès
- 1968
  - 1r a la Giro del Casentino